# Naraha (Fukushima)
Naraha (jap. 楢葉町, -machi) ist eine Stadt im Landkreis Futaba in der japanischen Präfektur Fukushima.
In Japan ist Naraha für das nationale Fußballtrainingszentrum J-Village bekannt, in dem auch die Nationalmannschaft trainiert, aber auch für seine fast vollständige Evakuierung im Zuge der Nuklearkatastrophe von Fukushima.
Das Kernkraftwerk Fukushima Daini erstreckt sich im Norden der Gemeinde und in der Nachbargemeinde Tomioka.

## Geografie
Naraha liegt am Pazifischen Ozean. In 10 km Entfernung von der Küste steigt das Abukuma-Hochland an, das von Wäldern geprägt und weitgehend unbesiedelt ist. Dessen höchste Erhebung auf dem Gemeindegebiet ist der Hatotogisu-yama (郭公山) mit 447,8 m.
Naraha ist umgeben von Tomioka im Norden, Kawauchi im Nordwesten, Iwaki im Südwesten und Hirono im Süden.

## Geschichte
Die Gemeinde Naraha entstand 1956 aus der Zusammenlegung der Dorfgemeinden Kido (木戸村, -mura) und Tatsuta (竜田村, -mura). Der Name wurde dem Landkreis Naraha (楢葉郡, -gun) entnommen, der am  1. April 1896 mit dem Landkreis Shineha (標葉郡, -gun) zum Landkreis Futaba (双葉郡, -gun), wörtlich: „zwei ha (葉)“, zusammengelegt wurde.

### Tōhoku-Erdbeben, -Tsunami und Nuklearkatastrophe 2011

#### Schäden und Opfer
Die Stadt wurde am 11. März 2011 vom Tōhoku-Erdbeben und dem davon ausgelösten Tsunami getroffen. 147 Wohngebäude wurden völlig und 1.218 teilweise zerstört. Die Brand- und Katastrophenschutzbehörde (Fire and Disaster Management Agency, FDMA) meldete bis zu ihrem 145. Schadensbericht vom 13. März 2012 37 Tote für Naraha als Folge der Tōhoku-Dreifachkatastrophe von 2011, erhöhte ihre Angabe dann in ihrem 146. Schadensbericht vom 28. September 2012 auf 77 Tote und 2 Vermisste und bis zum 157. Schadensbericht vom 7. März 2018 auf 149 Tote und 2 Vermisste.
Gemessen an der Gesamtbevölkerung Narahas, die bei der Volkszählung von 2010 mit 7.700 angegeben worden war, betrug die Opferquote durch die Katastrophe von 2011 2,0 %, wenn alle in dem 157. FDMA-Schadensbericht registrierten Toten und Vermissten berücksichtigt werden.

#### Evakuierung
Im Anschluss an Erdbeben und Tsunami wurde die Stadt Naraha von der Nuklearkatastrophe von Fukushima betroffen.
Als Gegenmaßnahme zur Nuklearkatastrophe wurde ein Sperrgebiet um das Kernkraftwerk Fukushima Daiichi in einem Umkreis von 20 km ausgewiesen. Es gab jedoch auch jenseits dieses 20-km-Radius viele andere Standorte mit hohen Strahlungswerten, da radioaktive Partikel über den Wind aus dem havarierten Kraftwerk fortgetragen wurden. Zu diesen Orten zählten Naraha sowie 10 weitere Dörfer und Städte, darunter Minamisōma, Tomioka, Kawauchi, Ōkuma, Futaba, Namie, Katsurao, Iitate, Tamura und Kawamata. Diese Regionen wurden entsprechend ihrer radioaktiven Belastung nach der Erlassung der Evakuierungsanordnungen vom 7. Mai 2013 in folgende vier verschiedene Kategorien eingeteilt: Gebiete mit einer Strahlenbelastung von weniger als 20 mSv pro Jahr, die von der Regierung als Schwellenwert für eine dauerhafte Rückkehr behandelt wurde, bildeten die Kategorie 1. Gebiete dieser Kategorie 1 konnten die Einwohner nach eigenem Ermessen und ohne Einsatz von Schutzausrüstung betreten mit der einzigen Einschränkung, dass sie dort nicht übernachten durften. Diese Gebiete waren bereit für eine Aufhebung des Evakuierungsbefehls. In Gebieten mit einer Strahlenbelastung zwischen 20 und 50 mSv pro Jahr (Kategorie 2) war den Einwohnern ein dauerhafter Aufenthalt untersagt. Gebiete mit über 50 mSv pro Jahr (Kategorie 3) wurden als langfristig ungeeignet für eine Rückkehr der Einwohner angesehen. Einen Sonderstatus nahm ein viertes Evakuierungsgebiet ein.
Die Gemeindeverwaltung von Naraha evakuierte nach Aizumisato, und hat dort seit dem 21. Dezember 2011 ihren offiziellen Sitz, wobei eine Zweigstelle in Iwaki betrieben wird. Bereits im Jahr 2006 hatte die Stadt Naraha mit der ebenfalls in der Präfektur Fukushima, aber relativ weit von dem Kernkraftwerk Fukushima Daiichi gelegenen Stadt Aizumisato eine Vereinbarung zu gegenseitiger Katastrophenhilfe geschlossen. Als sich 2011 die Nuklearkatastrophe ereignete, zogen die meisten Evakuierten aus der Stadt Naraha in Evakuierungszentren der Stadt Aizumisato, die von lokalen Beamten verwaltet wurden. Es handelte sich dabei um ein seltenes Beispiel für erfolgreiche Zusammenarbeit zwischen zwei Gemeinden, die durch ihre langjährigen freundschaftlichen Beziehungen gestärkt wurde. In den meisten anderen Fällen mussten Evakuierende die Präfektur Fukushima aufgrund der Strahlungsgefahr verlassen und lebten in Evakuierungszentren, die von den Gemeinden der Evakuierten geleitet wurden anstatt von den beherbergenden Gemeinden.
Sperrzone
Die Gemeinde Naraha musste aufgrund der von der Naturkatastrophe ausgelösten Nuklearkatastrophe von Fukushima zum größten Teil evakuiert werden, da ihr Gebiet bis auf einen dünnen Streifen im Süden und dem kaum besiedelten Südwesten innerhalb der 20 km-Sperrzone liegt. Zum 10. August 2012 wurde das innerhalb der 20-km-Zone liegende Gebiet der Stadt Naraha als Zone der Kategorie 1 (Gebiete, die bereit zur Aufhebung des Evakuierungsbefehls sind) ausgewiesen. Zum 4. September 2015 wurde die Evakuierungsverfügung für Naraha wieder aufgehoben.

#### Rückkehrer
Im Dezember 2011 wurden auch Verwaltungsgebäude in Naraha dekontaminiert, als erster Schritt für eine Rückkehr der Einwohner. Medienangaben zufolge waren fünf Jahre nach der Katastrophe 440, überwiegend ältere Bewohner – darunter lediglich zwölf im Alter von unter 30 Jahren – in den Ort zurückgekehrt, für den vorgesehen war, als Vorbild für die Wiederaufbauarbeiten zu dienen.

## Verkehr
Die wichtigste Fernstraße von Naraha ist die Nationalstraße 6 nach Chūō (Tokio) oder Sendai.
Anschluss an das Schienennetz besteht mit der JR Jōban-Linie zum Bahnhof Nippori in Arakawa oder Iwanuma. In Naraha gibt es zwei Bahnhöfe: Kido und Tatsuta.

## Bildung
In Naraha befinden sich die Grundschulen Naraha-Süd (楢葉町立楢葉南小学校, Naraha-chōritsu Naraha minami shōgakkō) und Naraha-Nord (楢葉町立楢葉北小学校, Naraha-chōritsu Naraha kita shōgakkō), sowie die Mittelschule Naraha (楢葉町立楢葉中学校, Naraha-chōritsu Naraha chūgakkō).

## Städtepartnerschaften
Im August 1996 wurde Niitsuru Schwesterstadt von Naraha. Nachdem Niitsuru zum 1. Oktober 2005 in der neuen Gemeinde Aizumisato aufging, wurde mit dieser zum 21. Februar 2006 eine neue Schwesternschaft fortgesetzt.